# Brouzet-lès-Alès
 Brouzet-lès-Alès  es una población y comuna francesa, situada en la región de Languedoc-Rosellón, departamento de Gard, en el distrito de Alès y cantón de Vézénobres.

## Demografía
| 319 | 342 | 343 | 348 | 392 | 436 |
| Para los censos de 1962 a 1999 la población legal corresponde a la población sin duplicidades (Fuente: INSEE [Consultar]) |     |     |     |     |     |